# Freccia Vallone 1981
La Freccia Vallone 1981, quarantacinquesima edizione della corsa, si svolse il 17 aprile 1981 per un percorso di 240 km. La vittoria fu appannaggio del belga Daniel Willems, che completò il percorso in 5h49'00" precedendo l'olandese Adrie van der Poel e l'altro belga Guido Van Calster.
Al traguardo di Mons furono 120 i ciclisti, dei 185 partiti da Spa, che portarono a termine la competizione.

## Ordine d'arrivo (Top 10)
| Pos. | Corridore          | Squadra                 | Tempo    |
| ---- | ------------------ | ----------------------- | -------- |
| 1    | Daniel Willems     | Capri Sonne-Koga Miyata | 5h49'00" |
| 2    | Adrie van der Poel | DAF Trucks-Cote d'Or    | s.t.     |
| 3    | Guido Van Calster  | Splendor-Wickes         | s.t.     |
| 4    | Sean Kelly         | Splendor-Wickes         | s.t.     |
| 5    | Stefan Mutter      | Cilo-Aufina             | s.t.     |
| 6    | Willy Teirlinck    | Boston-Mavic            | s.t.     |
| 7    | Rudy Pevenage      | Capri Sonne-Koga Miyata | s.t.     |
| 8    | Eddy Schepers      | DAF Trucks-Cote d'Or    | s.t.     |
| 9    | Jos Jacobs         | Capri Sonne-Koga Miyata | s.t.     |
| 10   | Claude Criquielion | Splendor-Wickes         | s.t.     |